# Nuevo Padilla, Tula
Nuevo Padilla är en ort i Mexiko.   Den ligger i kommunen Tula och delstaten Tamaulipas, i den centrala delen av landet, 400 km norr om huvudstaden Mexico City. Nuevo Padilla ligger 1 040 meter över havet och antalet invånare är 140.
Terrängen runt Nuevo Padilla är platt åt sydväst, men åt nordost är den kuperad. Runt Nuevo Padilla är det glesbefolkat, med 11 invånare per kvadratkilometer. Närmaste större samhälle är Progreso, 12,2 km väster om Nuevo Padilla. Omgivningarna runt Nuevo Padilla är i huvudsak ett öppet busklandskap.